# 中華民國陸軍砲兵訓練指揮部
陸軍砲兵訓練指揮部，簡稱砲訓部，俗稱二王砲校。屬於中華民國陸軍旗下的軍事學校，位於臺灣臺南市永康區，將於2025年9月6日遷至關廟區。依據2013年12月立法院三讀通過、12月11日總統令公布之《軍事教育條例》修正條文規定，陸軍砲兵訓練指揮部暨飛彈砲兵學校正式更名為「陸軍砲兵訓練指揮部」，得授予學位或文憑。

## 歷史沿革

### 抗戰時期
- 1931年12月1日，陸軍砲兵學校初創於南京三牌樓軍政部對面的舊卅三標營房。 [4]炮兵學校是在南京第一個開辦的兵科學校。第一期錄取116名學員。學制為一年。術科的訓練時間占一半以上。校長周斌／鄒作華／蔣中正兼（1935年4月1日起），教育長歷任為張亮清少將／周斌中將／鄒作華／史文桂／金镇。學校設教育處（少將處長歷任李瑞浩／項致莊／邵百昌／趙以寬／金鏡清／王和華／石劑儒）、政治部、射擊場管理處。教育處內設教育室、軍械室、副官室、秘書室、戰術組、兵器組、築成組、射擊組、觀測組、通信组、馬術及馭法組等。
- 1932年4月，校址遷往丁家橋南洋勸業會房舍。 [5] [6]
- 1935年7月28日炮校第四期移駐南京城東湯山（故號「湯山部隊」、湯山炮校）。[7]
- 1937年11月遷湖南零陵縣城。1938年1月遷往桂林，不久又回駐零陵，2月下旬開始上課。1938年11月中旬長沙大火後，學校遷往廣西鹿寨。1938年11月下旬，炮校經廣西柳州、河池、南丹等地長途徒步行軍，1939年1月學校到貴州都匀，在都匀一中繼續辦學，因此俗稱都匀炮校。 [4]
- 1946年4月遷返湯山。[8]1948年底南遷址貴陽、雲南沾益。1949年12月教育長李康庵率領部分人員於雲南曲靖投共。[9]

### 戡亂時期
- 1949年政府遷臺，陸軍總司令部於高雄鳳山衛武營成立砲兵訓練處。 [4]
- 1952年1月16日，陸軍砲兵學校於臺南四分子復校。 [4]
- 1969年12月16日實施「陸軍嘉禾案」，將陸軍砲兵訓練指揮部、陸軍砲兵新兵訓練中心與陸軍砲兵學校合併編成「陸軍砲兵訓練指揮部暨砲兵學校」。 [4]
- 1978年遷駐臺南縣永康市二王里「湯山營區」。 [4]
- 1984年7月1日空軍防空學校併入砲校。 [4]
- 1985年奉核定改名為「陸軍砲兵訓練指揮部暨砲兵飛彈學校」。 [4]
- 1986年飛彈電子訓練中心改隸砲校。 [6]

### 精進時期
- 2004年實施精進案，再正名為「陸軍砲兵訓練指揮部暨飛彈砲兵學校」。 [6]

### 精粹時期
- 2013年12月13日，依據《軍事教育條例》修正條文規定，改編為「陸軍砲兵訓練指揮部」。[2][3]
- 2014年4月1日，關廟區湯山營區動工。
- 2025年1月24日，關廟區湯山營區完工[10]。

## 砲兵訓練指揮部校歌
砲聲隆隆，飛彈昇空，這是國軍新砲兵
精研新學術，培育新菁英，我們是勝利的先聲
支援友軍，以火力消滅敵人
重聯戰，講協同，八二三，建奇功
嚴格精實，革新作風
發揚吾校精神，發揚吾校精神

## 外部連結
- 陸軍砲兵訓練指揮部